# Liste der Kulturdenkmale in Berlin-Spandau

Lage von Spandau in Berlin

In der Liste der Kulturdenkmale von Spandau sind die Kulturdenkmale des Berliner Ortsteils Spandau im Bezirk Spandau aufgeführt. Sonstige Denkmäler (künstlerisch gestaltete Monumente bzw. Bauwerke zur Erinnerung) finden sich in der Liste Denkmäler in Spandau.

## Denkmalbereiche (Ensembles)
| Nr.      | Lage                                                                                   | Offizielle Bezeichnung | Bestandteile / Beschreibung                                                      | Bild                                |
| -------- | -------------------------------------------------------------------------------------- | --- | -------------------------------------------------------------------------------- | ----------------------------------- |
| 09085472 | Breite Straße 19–22, 24 Fischerstraße 29–32 Wasserstraße 1–2 (Lage)                    | Wohn- und Geschäftshäuser Baudenkmale siehe: Breite Straße 20, 21, 22, 24                                                                                     | Weiterer Bestandteil des Ensembles:                                              | Weiterer Bestandteil des Ensembles: |
| 09085472 | Breite Straße 19–22, 24 Fischerstraße 29–32 Wasserstraße 1–2 (Lage)                    | Wohn- und Geschäftshäuser Baudenkmale siehe: Breite Straße 20, 21, 22, 24                                                                                     | 09085473 – Breite Straße 19, Wohnhaus, um 1865, Umbau des Treppenhauses, um 1910 |                                     |
| 09085487 | Breite Straße 44–46 (Lage)                                                             | Wohnhäuser Baudenkmale siehe: Breite Straße 44, 45 | Weiterer Bestandteil des Ensembles:                                              | Weiterer Bestandteil des Ensembles: |
| 09085487 | Breite Straße 44–46 (Lage)                                                             | Wohnhäuser Baudenkmale siehe: Breite Straße 44, 45 | 09085490 – Breite Straße 46, Wohnhaus, um 1870                                   |                                     |
| 09085538 | Dorfstraße 23, 26–27, 31–31A, 34, 37–38, 44–47, 57–59, 83–85 (Lage)                    | Kolonistensiedlung Tiefwerder Baudenkmale siehe: Dorfstraße 23, 26–27, 31–31A, 34, 37–38, 44, 58, 59                                                          | Weitere Bestandteile des Ensembles:                                              | Weitere Bestandteile des Ensembles: |
| 09085538 | Dorfstraße 23, 26–27, 31–31A, 34, 37–38, 44–47, 57–59, 83–85 (Lage)                    | Kolonistensiedlung Tiefwerder Baudenkmale siehe: Dorfstraße 23, 26–27, 31–31A, 34, 37–38, 44, 58, 59                                                          | 09085545 – Dorfstraße 45, Kolonistenhaus, nach 1816                              |                                     |
| 09085538 | Dorfstraße 23, 26–27, 31–31A, 34, 37–38, 44–47, 57–59, 83–85 (Lage)                    | Kolonistensiedlung Tiefwerder Baudenkmale siehe: Dorfstraße 23, 26–27, 31–31A, 34, 37–38, 44, 58, 59                                                          | Stallgebäude, 1903                                                               |                                     |
| 09085538 | Dorfstraße 23, 26–27, 31–31A, 34, 37–38, 44–47, 57–59, 83–85 (Lage)                    | Kolonistensiedlung Tiefwerder Baudenkmale siehe: Dorfstraße 23, 26–27, 31–31A, 34, 37–38, 44, 58, 59                                                          | 09085546 – Dorfstraße 46–47, Kolonistenhaus, nach 1816                           |                                     |
| 09085538 | Dorfstraße 23, 26–27, 31–31A, 34, 37–38, 44–47, 57–59, 83–85 (Lage)                    | Kolonistensiedlung Tiefwerder Baudenkmale siehe: Dorfstraße 23, 26–27, 31–31A, 34, 37–38, 44, 58, 59                                                          | Seitenwohngebäude, 1903                                                          |                                     |
| 09085538 | Dorfstraße 23, 26–27, 31–31A, 34, 37–38, 44–47, 57–59, 83–85 (Lage)                    | Kolonistensiedlung Tiefwerder Baudenkmale siehe: Dorfstraße 23, 26–27, 31–31A, 34, 37–38, 44, 58, 59                                                          | 09085547 – Dorfstraße 57, Kolonistenhaus, nach 1816                              |                                     |
| 09085538 | Dorfstraße 23, 26–27, 31–31A, 34, 37–38, 44–47, 57–59, 83–85 (Lage)                    | Kolonistensiedlung Tiefwerder Baudenkmale siehe: Dorfstraße 23, 26–27, 31–31A, 34, 37–38, 44, 58, 59                                                          | Ehemaliger Bestandteil des Ensembles:                                            |                                     |
| 09085538 | Dorfstraße 23, 26–27, 31–31A, 34, 37–38, 44–47, 57–59, 83–85 (Lage)                    | Kolonistensiedlung Tiefwerder Baudenkmale siehe: Dorfstraße 23, 26–27, 31–31A, 34, 37–38, 44, 58, 59                                                          | unbekannt – Dorfstraße 83–85, Kolonistenhaus, nach 1816                          |                                     |
| 09080536 | Feldstraße 41–43 (Lage)                                                                | Wohnhäuser Baudenkmal siehe: Feldstraße 43 | Weitere Bestandteile des Ensembles:                                              | Weitere Bestandteile des Ensembles: |
| 09080536 | Feldstraße 41–43 (Lage)                                                                | Wohnhäuser Baudenkmal siehe: Feldstraße 43 | 09080537 – Feldstraße 41, Wohnhaus und Seitenflügel, um 1875                     |                                     |
| 09080536 | Feldstraße 41–43 (Lage)                                                                | Wohnhäuser Baudenkmal siehe: Feldstraße 43 | 09080538 – Feldstraße 42, Wohnhaus (Fachwerkbau) mit Vorgarten, um 1870          |                                     |
| 09080536 | Feldstraße 41–43 (Lage)                                                                | Wohnhäuser Baudenkmal siehe: Feldstraße 43 | Seitenwohngebäude, um 1870                                                       |                                     |
| 09085555 | Fischerstraße 26–28 (Lage)                                                             | Wohnhäuser Baudenkmale siehe: Fischerstraße 27, 28 | Weiterer Bestandteil des Ensembles:                                              | Weiterer Bestandteil des Ensembles: |
| 09085555 | Fischerstraße 26–28 (Lage)                                                             | Wohnhäuser Baudenkmale siehe: Fischerstraße 27, 28 | 09085556 – Fischerstraße 26, Wohnhaus, 2. Hälfte 18. Jh.                         |                                     |
| 09080540 | Groenerstraße 24–25 (Lage)                                                             | Mietshäuser Baudenkmal siehe: Groenerstraße 25 | Weiterer Bestandteil des Ensembles:                                              | Weiterer Bestandteil des Ensembles: |
| 09080540 | Groenerstraße 24–25 (Lage)                                                             | Mietshäuser Baudenkmal siehe: Groenerstraße 25 | 09080541 – Groenerstraße 24, Mietshaus, um 1890                                  |                                     |
| 09085482 | Havelstraße 18–21 Breite Straße 43 (Lage)                                              | Wohnhäuser Baudenkmale siehe: Breite Straße 43 Havelstraße 19                                                                                                 | Weiterer Bestandteil des Ensembles:                                              | Weiterer Bestandteil des Ensembles: |
| 09085482 | Havelstraße 18–21 Breite Straße 43 (Lage)                                              | Wohnhäuser Baudenkmale siehe: Breite Straße 43 Havelstraße 19                                                                                                 | 09085484 – Havelstraße 18, Mietshaus, um 1890                                    |                                     |
| 09085482 | Havelstraße 18–21 Breite Straße 43 (Lage)                                              | Wohnhäuser Baudenkmale siehe: Breite Straße 43 Havelstraße 19                                                                                                 | 09085486 – Havelstraße 20, Wohnhaus, 1. Hälfte 19. Jh.                           |                                     |
| 09085632 | Jüdenstraße 40, 42, 43, 47, 51, 53 Viktoriaufer 4 (Lage)                               | Wohnhäuser Baudenkmale siehe: Jüdenstraße 40/42, 47, 51, 53 Viktoriaufer 4                                                                                    | Weiterer Bestandteil des Ensembles:                                              | Weiterer Bestandteil des Ensembles: |
| 09085632 | Jüdenstraße 40, 42, 43, 47, 51, 53 Viktoriaufer 4 (Lage)                               | Wohnhäuser Baudenkmale siehe: Jüdenstraße 40/42, 47, 51, 53 Viktoriaufer 4                                                                                    | 09085638 – Jüdenstraße 43, Wohnhaus, 1869                                        |                                     |
| 09030149 | Klosterstraße 5–11 Altonaer Straße 2 Borkumer Straße 1, 20 Brunsbütteler Damm 1 (Lage) | Mietwohnhäuser | Bestandteile des Ensembles:                                                      | Bestandteile des Ensembles:         |
| 09030149 | Klosterstraße 5–11 Altonaer Straße 2 Borkumer Straße 1, 20 Brunsbütteler Damm 1 (Lage) | Mietwohnhäuser | 09030148 – Klosterstraße 5 / Brunsbütteler Damm 1, Mietshaus, um 1910            |                                     |
| 09030149 | Klosterstraße 5–11 Altonaer Straße 2 Borkumer Straße 1, 20 Brunsbütteler Damm 1 (Lage) | Mietwohnhäuser | 09030142 – Klosterstraße 5A, Mietshaus, um 1910                                  |                                     |
| 09030149 | Klosterstraße 5–11 Altonaer Straße 2 Borkumer Straße 1, 20 Brunsbütteler Damm 1 (Lage) | Mietwohnhäuser | 09030141 – Klosterstraße 6–7 / Borkumer Straße 1, Mietshaus, um 1910             |                                     |
| 09030149 | Klosterstraße 5–11 Altonaer Straße 2 Borkumer Straße 1, 20 Brunsbütteler Damm 1 (Lage) | Mietwohnhäuser | 09030140 – Klosterstraße 8–9 / Borkumer Straße 20, Mietshaus, um 1910            |                                     |
| 09030149 | Klosterstraße 5–11 Altonaer Straße 2 Borkumer Straße 1, 20 Brunsbütteler Damm 1 (Lage) | Mietwohnhäuser | 09030138 – Klosterstraße 10–11 / Altonaer Straße 2, Mietshaus, um 1910           |                                     |
| 09085463 | Möllentordamm 2–4A Behnitz 6 Kolk 14 (Lage)                                            | Mietshäuser Baudenkmale siehe: Behnitz 6 Möllentordamm 4–4A                                                                                                   | Weitere Bestandteile des Ensembles:                                              | Weitere Bestandteile des Ensembles: |
| 09085463 | Möllentordamm 2–4A Behnitz 6 Kolk 14 (Lage)                                            | Mietshäuser Baudenkmale siehe: Behnitz 6 Möllentordamm 4–4A                                                                                                   | 09085682 – Möllentordamm 2 / Kolk 14, Mietshaus, um 1895                         |                                     |
| 09085463 | Möllentordamm 2–4A Behnitz 6 Kolk 14 (Lage)                                            | Mietshäuser Baudenkmale siehe: Behnitz 6 Möllentordamm 4–4A                                                                                                   | 09085683 – Möllentordamm 3, Mietshaus, um 1874                                   |                                     |
| 09085719 | Plantage 8–17 (Lage)                                                                   | Wohnhausgruppe Plantage, Wohnhäuser, Wirtschaftsgebäude und Gasleuchten Baudenkmale siehe: Plantage 8, 9, 9A, 10–11, 13, 14, 15, 16                           | Gasbeleuchtung auf Straße                                                        |                                     |
| 09085719 | Plantage 8–17 (Lage)                                                                   | Wohnhausgruppe Plantage, Wohnhäuser, Wirtschaftsgebäude und Gasleuchten Baudenkmale siehe: Plantage 8, 9, 9A, 10–11, 13, 14, 15, 16                           | Weitere Bestandteile des Ensembles:                                              |                                     |
| 09085719 | Plantage 8–17 (Lage)                                                                   | Wohnhausgruppe Plantage, Wohnhäuser, Wirtschaftsgebäude und Gasleuchten Baudenkmale siehe: Plantage 8, 9, 9A, 10–11, 13, 14, 15, 16                           | 09085724 – Plantage 12, Mietshaus, um 1908                                       |                                     |
| 09085719 | Plantage 8–17 (Lage)                                                                   | Wohnhausgruppe Plantage, Wohnhäuser, Wirtschaftsgebäude und Gasleuchten Baudenkmale siehe: Plantage 8, 9, 9A, 10–11, 13, 14, 15, 16                           | 09085727 – Plantage 14, Hinterhaus, um 1895                                      |                                     |
| 09085719 | Plantage 8–17 (Lage)                                                                   | Wohnhausgruppe Plantage, Wohnhäuser, Wirtschaftsgebäude und Gasleuchten Baudenkmale siehe: Plantage 8, 9, 9A, 10–11, 13, 14, 15, 16                           | 09085730 – Plantage 17, Mietshaus, 1888                                          |                                     |
| 09085719 | Plantage 8–17 (Lage)                                                                   | Wohnhausgruppe Plantage, Wohnhäuser, Wirtschaftsgebäude und Gasleuchten Baudenkmale siehe: Plantage 8, 9, 9A, 10–11, 13, 14, 15, 16                           | Stall und Schuppen, 1888                                                         |                                     |
| 09085739 | Reformationsplatz 2, 5–9, 11–12 Kirchgasse 3 (Lage)                                    | Reformationsplatz Baudenkmale siehe: Reformationsplatz 2, 5, 6, 8, 12, St. Nikolai, Gefallenendenkmal, Denkmal Joachim Gartendenkmal siehe: Reformationsplatz | Weitere Bestandteile des Ensembles:                                              | Weitere Bestandteile des Ensembles: |
| 09085739 | Reformationsplatz 2, 5–9, 11–12 Kirchgasse 3 (Lage)                                    | Reformationsplatz Baudenkmale siehe: Reformationsplatz 2, 5, 6, 8, 12, St. Nikolai, Gefallenendenkmal, Denkmal Joachim Gartendenkmal siehe: Reformationsplatz | 09085743 – Reformationsplatz 7, Wohnhaus, vor 1850                               |                                     |
| 09085739 | Reformationsplatz 2, 5–9, 11–12 Kirchgasse 3 (Lage)                                    | Reformationsplatz Baudenkmale siehe: Reformationsplatz 2, 5, 6, 8, 12, St. Nikolai, Gefallenendenkmal, Denkmal Joachim Gartendenkmal siehe: Reformationsplatz | 09085745 – Reformationsplatz 9, Mietshaus, um 1900                               |                                     |
| 09085739 | Reformationsplatz 2, 5–9, 11–12 Kirchgasse 3 (Lage)                                    | Reformationsplatz Baudenkmale siehe: Reformationsplatz 2, 5, 6, 8, 12, St. Nikolai, Gefallenendenkmal, Denkmal Joachim Gartendenkmal siehe: Reformationsplatz | 09085746 – Reformationsplatz 11, Wohnhaus und ehem. Pfarrhaus, 1849 (?)          |                                     |

## Denkmalbereiche (Gesamtanlagen)
| Nr.      | Lage | Offizielle Bezeichnung | Beschreibung | Bild |
| -------- | --- | --- | --- | --- |
| 09085450 | Am Schlangengraben 9A–D (Lage) | Artilleriewerkstattgebäude und Nutzholzhäuser                                                                                      | Artilleriewerkstattgebäude, 1862–1868 | |
| 09085450 | Am Schlangengraben 9A–D (Lage) | Artilleriewerkstattgebäude und Nutzholzhäuser                                                                                      | Nutzholzhaus II 1862–1868, 1917 zur Dreherei umgebaut | |
| 09085465 | Behnitz 9 (Lage) | Kath. St. Marienkirche | Kirche, 1847–1848 von Julius Manger | |
| 09085465 | Behnitz 9 (Lage) | Kath. St. Marienkirche | Altarraum | |
| 09085465 | Behnitz 9 (Lage) | Kath. St. Marienkirche | Pfarr- und Wohnhaus, 1852–1854 | |
| 09085497 | Brunsbütteler Damm 132/142 (Lage) | Kaiser’s Kaffee-Rösterei | Rösterei mit Silos und Lagergebäude, 1906–1907 | |
| 09085497 | Brunsbütteler Damm 132/142 (Lage) | Kaiser’s Kaffee-Rösterei | Wohnhaus, 1906–1907 | |
| 09085497 | Brunsbütteler Damm 132/142 (Lage) | Kaiser’s Kaffee-Rösterei | Verwaltungsgebäude, 1929 | |
| 09085497 | Brunsbütteler Damm 132/142 (Lage) | Kaiser’s Kaffee-Rösterei | Lagergebäude (1934 aufgestockt), von Paul Tropp und Richard Schubert | |
| 09085497 | Brunsbütteler Damm 132/142 (Lage) | Kaiser’s Kaffee-Rösterei | Mit der Entfestigung Spandaus um 1900, intensivierte die Stadt die Entwicklung privatwirtschaftlicher Industriegebiete. Am Brunsbütteler Damm siedelten sich unter anderem Kaiser’s Kaffeerösterei und die Maschinenbaufirma Orenstein & Koppel an. Kaisers Kaffeegeschäft gab das Lager 1974 auf. Bis heute sind zahlreiche Industriebauten der Jahrhundertwende am Brunsbütteler Damm erhalten geblieben oder wurden in Neubauten integriert. | |
| 09085498 | Brunsbütteler Damm 144, 156/208 (Lage) | Orenstein & Koppel, Waggon- und Weichen-Bauanstalt Spandau                                                                         | Industrie- und Verwaltungsgebäude, 1899–1900, 1906–1907, 1910–1911, 1920–1922 | Industrie- und Verwaltungsgebäude, 1899–1900, 1906–1907, 1910–1911, 1920–1922 |
| 09085498 | Brunsbütteler Damm 144 | Orenstein & Koppel, Waggon- und Weichen-Bauanstalt Spandau                                                                         | Reparaturwerkstatt, 1911, 1919 | |
| 09085498 | Brunsbütteler Damm 174 | Orenstein & Koppel, Waggon- und Weichen-Bauanstalt Spandau                                                                         | Baggerbauhalle II, 1907 | |
| 09085498 | Brunsbütteler Damm 176 | Orenstein & Koppel, Waggon- und Weichen-Bauanstalt Spandau                                                                         | Weichenbauhalle, 1900 | |
| 09085498 | Brunsbütteler Damm 190/192 | Orenstein & Koppel, Waggon- und Weichen-Bauanstalt Spandau                                                                         | Verwaltungsgebäude, 1920–1922 von Jacob Heilmann und Max Littmann | |
| 09085498 | Brunsbütteler Damm 194 | Orenstein & Koppel, Waggon- und Weichen-Bauanstalt Spandau                                                                         | Werkhallen Signalbau, 1899 | |
| 09085498 | Brunsbütteler Damm 194 | Orenstein & Koppel, Waggon- und Weichen-Bauanstalt Spandau                                                                         | Schmiede, 1906 | |
| 09085498 | Brunsbütteler Damm 196/206 | Orenstein & Koppel, Waggon- und Weichen-Bauanstalt Spandau                                                                         | Werkhallen Waggonbau, 1910–1922 | |
| 09085498 | | Denkmalverlust: Hauptmagazin und weitere Bestandteile der Orenstein-&-Koppel-Montagehallen                                         | Erbaut 1901–1931, Hauptmagazin wurde abgerissen wie auch weitere Bestandteile für neue Hallen und Parkraum, Abrissarbeiten zwischen 2001 und 2010 | |
| 09085522 | Carl-Schurz-Straße 59 Jüdenstraße 54/56 (Lage) | Kant-Gymnasium (Freiherr-vom-Stein-Schule)                                                                                         | Kantgymnasium, 1913–1915 (siehe auch Bodendenkmal Carl-Schurz-Straße 59) | |
| 09085522 | Carl-Schurz-Straße 59 Jüdenstraße 54/56 (Lage) | Kant-Gymnasium (Freiherr-vom-Stein-Schule)                                                                                         | ehem. Pfarrhaus, nach 1890 | |
| 09085522 | Carl-Schurz-Straße 59 Jüdenstraße 54/56 (Lage) | Kant-Gymnasium (Freiherr-vom-Stein-Schule)                                                                                         | Bürgerschule, 1854–1855 | |
| 09085522 | Carl-Schurz-Straße 59 Jüdenstraße 54/56 (Lage) | Kant-Gymnasium (Freiherr-vom-Stein-Schule)                                                                                         | Gasleuchten | |
| 09085527 | Charlottenstraße 28–29 Fischerstraße 4 Lindenufer 25/27 (Lage) | Wohnanlage | 2 Wohnzeilen, 1954–1956 von der Entwurfsabteilung der GSW Immobilien | |
| 09085551 | Emdenzeile 6–9, 11 Ackerstraße 1–3 (Lage) | Zwei Mietshäuser | Wohnhof, 1864–1866, 1867–1869 | |
| 09085551 | Emdenzeile 6–9, 11 Ackerstraße 1–3 (Lage) | Zwei Mietshäuser | Wohnzeile | |
| 09080547 | Flankenschanze 46–54 Hohenzollernring 14–16 (Lage) | Reserve-Lazarett II & Beseler Kaserne                                                                                              | Hauptgebäude, 1914–1918 (bis 2008 durch das Sozialamt Spandau genutzt) | |
| 09080547 | Flankenschanze 46–54 Hohenzollernring 14–16 (Lage) | Reserve-Lazarett II & Beseler Kaserne                                                                                              | 2 Wohnzeilen am Kasernenhof | |
| 09080547 | Flankenschanze 46–54 Hohenzollernring 14–16 (Lage) | Reserve-Lazarett II & Beseler Kaserne                                                                                              | 4 Wohngebäude | |
| 09085642 | Jüdenstraße 9/15 Viktoriaufer 20–23 (Lage) | Wohnungsbauten Moritzkaserne | Wohnzeile Jüdenstraße, 1920–1922 von Karl Elkart | |
| 09085642 | Jüdenstraße 9/15 Viktoriaufer 20–23 (Lage) | Wohnungsbauten Moritzkaserne | Gasleuchten auf Jüdenstraße | |
| 09085642 | Jüdenstraße 9/15 Viktoriaufer 20–23 (Lage) | Wohnungsbauten Moritzkaserne | Wohnzeile Viktoriaufer | |
| 09080549 | Lynarstraße 12 Hedwigstraße Neue Bergstraße Neuendorfer Straße 70 (Lage)                                                                                          | Städtisches Krankenhaus Spandau & Garnisonlazarett                                                                                 | Das Städtische Krankenhaus Spandau wurde am 19. Mai 1899 durch Oberbürgermeister Friedrich Koeltze eröffnet. 1927 erweiterte man das Krankenhaus um die vier Gebäude des benachbarten Garnisonslazarett. Während des Zweiten Weltkrieges wurden die Gebäude zu etwa 25 Prozent zerstört und nach 1945 wiederhergestellt und saniert. Heute werden die historischen Gebäude durch das Vivantes Klinikum Spandau mit genutzt. | Das Städtische Krankenhaus Spandau wurde am 19. Mai 1899 durch Oberbürgermeister Friedrich Koeltze eröffnet. 1927 erweiterte man das Krankenhaus um die vier Gebäude des benachbarten Garnisonslazarett. Während des Zweiten Weltkrieges wurden die Gebäude zu etwa 25 Prozent zerstört und nach 1945 wiederhergestellt und saniert. Heute werden die historischen Gebäude durch das Vivantes Klinikum Spandau mit genutzt. |
| 09080549 | Lynarstraße 12 Hedwigstraße Neue Bergstraße Neuendorfer Straße 70 (Lage)                                                                                          | Städtisches Krankenhaus Spandau & Garnisonlazarett                                                                                 | Garnisonlazarett (Häuser 14 & 15), 1880–1883 vom Militärfiskus1 | |
| 09080549 | Lynarstraße 12 Hedwigstraße Neue Bergstraße Neuendorfer Straße 70 (Lage)                                                                                          | Städtisches Krankenhaus Spandau & Garnisonlazarett                                                                                 | Häuser 17 & 18 | |
| 09080549 | Lynarstraße 12 Hedwigstraße Neue Bergstraße Neuendorfer Straße 70 (Lage)                                                                                          | Städtisches Krankenhaus Spandau & Garnisonlazarett                                                                                 | Städtisches Krankenhaus Spandau, Hauptgebäude (Haus 3), 1893–1899 | |
| 09080549 | Lynarstraße 12 Hedwigstraße Neue Bergstraße Neuendorfer Straße 70 (Lage)                                                                                          | Städtisches Krankenhaus Spandau & Garnisonlazarett                                                                                 | Häuser 2 & 4 | |
| 09080549 | Lynarstraße 12 Hedwigstraße Neue Bergstraße Neuendorfer Straße 70 (Lage)                                                                                          | Städtisches Krankenhaus Spandau & Garnisonlazarett                                                                                 | Haus 8 | |
| 09080549 | Lynarstraße 12 Hedwigstraße Neue Bergstraße Neuendorfer Straße 70 (Lage)                                                                                          | Städtisches Krankenhaus Spandau & Garnisonlazarett                                                                                 | Haus 5, 1901–11 | |
| 09080549 | Lynarstraße 12 Hedwigstraße Neue Bergstraße Neuendorfer Straße 70 (Lage)                                                                                          | Städtisches Krankenhaus Spandau & Garnisonlazarett                                                                                 | Palliativstation mit Tunnel | |
| 09080549 | Lynarstraße 12 Hedwigstraße Neue Bergstraße Neuendorfer Straße 70 (Lage)                                                                                          | Städtisches Krankenhaus Spandau & Garnisonlazarett                                                                                 | Haus 1 | |
| 09080545 | Moritzstraße 10 Altstädter Ring Falkenseer Damm 1 (Lage) | Reithalle und Stallungen der Kaserne Moritzstraße                                                                                  | Reithalle, um 1892 und um 1910 | |
| 09080545 | Moritzstraße 10 Altstädter Ring Falkenseer Damm 1 (Lage) | Reithalle und Stallungen der Kaserne Moritzstraße                                                                                  | 3 Stallgebäude | |
| 09085690 | Neue Bergstraße 7–11 Askanierring 71/73, 74–75, 77–79, 81–84, 87–88A, 92–102, 106–108A Hohenzollernring Neuendorfer Straße 64–69V (Lage)                          | ehem. Artilleriewagenhäuser, Schülerbergkaserne, Alexander Barracks & Lagerhallen für das Heereszeugamt Spandau                    | Der ursprüngliche Name der Kaserne bezieht sich auf die dort gelegenen Schülerberge, welche 1875 großteils abgetragen wurden. Zwischen 1945 und 1994 waren hier britische Einheiten der Berlin Infantry Brigade stationiert und prägten den Namen Alexander Barracks für die Kaserne. Heute befinden sich auf dem Areal einige Gewerbebetriebe, das Kasernengebäude selbst steht leer und ist als Teil des sogenannten Reichsvermögen zurzeit Streitgegenstand zwischen dem Land Berlin und dem Bund. Die Kaserne ist im Normannen- bzw. Burgenstil erbaut mit angedeuteter Burgenfassade und Türmen mit aufgesetzten Zinnen. | Der ursprüngliche Name der Kaserne bezieht sich auf die dort gelegenen Schülerberge, welche 1875 großteils abgetragen wurden. Zwischen 1945 und 1994 waren hier britische Einheiten der Berlin Infantry Brigade stationiert und prägten den Namen Alexander Barracks für die Kaserne. Heute befinden sich auf dem Areal einige Gewerbebetriebe, das Kasernengebäude selbst steht leer und ist als Teil des sogenannten Reichsvermögen zurzeit Streitgegenstand zwischen dem Land Berlin und dem Bund. Die Kaserne ist im Normannen- bzw. Burgenstil erbaut mit angedeuteter Burgenfassade und Türmen mit aufgesetzten Zinnen. |
| 09085690 | Neue Bergstraße 7–11 Askanierring 71/73, 74–75, 77–79, 81–84, 87–88A, 92–102, 106–108A Hohenzollernring Neuendorfer Straße 64–69V (Lage)                          | ehem. Artilleriewagenhäuser, Schülerbergkaserne, Alexander Barracks & Lagerhallen für das Heereszeugamt Spandau                    | ehem. Artilleriewagenhäuser, um 1875–1880 | |
| 09085690 | Neue Bergstraße 7–11 Askanierring 71/73, 74–75, 77–79, 81–84, 87–88A, 92–102, 106–108A Hohenzollernring Neuendorfer Straße 64–69V (Lage)                          | ehem. Artilleriewagenhäuser, Schülerbergkaserne, Alexander Barracks & Lagerhallen für das Heereszeugamt Spandau                    | Lagerhallen | |
| 09085690 | Neue Bergstraße 7–11 Askanierring 71/73, 74–75, 77–79, 81–84, 87–88A, 92–102, 106–108A Hohenzollernring Neuendorfer Straße 64–69V (Lage)                          | ehem. Artilleriewagenhäuser, Schülerbergkaserne, Alexander Barracks & Lagerhallen für das Heereszeugamt Spandau                    | Scheinwerferwerkstatt (Askanierring 84) | |
| 09085690 | Neue Bergstraße 7–11 Askanierring 71/73, 74–75, 77–79, 81–84, 87–88A, 92–102, 106–108A Hohenzollernring Neuendorfer Straße 64–69V (Lage)                          | ehem. Artilleriewagenhäuser, Schülerbergkaserne, Alexander Barracks & Lagerhallen für das Heereszeugamt Spandau                    | Offizierswohnhaus (Neue Bergstraße 7), 1875–1880 | |
| 09085690 | Neue Bergstraße 7–11 Askanierring 71/73, 74–75, 77–79, 81–84, 87–88A, 92–102, 106–108A Hohenzollernring Neuendorfer Straße 64–69V (Lage)                          | ehem. Artilleriewagenhäuser, Schülerbergkaserne, Alexander Barracks & Lagerhallen für das Heereszeugamt Spandau                    | Stallgebäude und Waschhaus | |
| 09085690 | Neue Bergstraße 7–11 Askanierring 71/73, 74–75, 77–79, 81–84, 87–88A, 92–102, 106–108A Hohenzollernring Neuendorfer Straße 64–69V (Lage)                          | ehem. Artilleriewagenhäuser, Schülerbergkaserne, Alexander Barracks & Lagerhallen für das Heereszeugamt Spandau                    | Zahlmeisterwohnhaus (Neue Bergstraße 11), 1891–1892 | |
| 09085690 | Neue Bergstraße 7–11 Askanierring 71/73, 74–75, 77–79, 81–84, 87–88A, 92–102, 106–108A Hohenzollernring Neuendorfer Straße 64–69V (Lage)                          | ehem. Artilleriewagenhäuser, Schülerbergkaserne, Alexander Barracks & Lagerhallen für das Heereszeugamt Spandau                    | ehem. Schülerbergkaserne (Alexander Barracks), Kasernengebäude (Askanierring 71–71B), 1877–1879 | |
| 09085690 | Neue Bergstraße 7–11 Askanierring 71/73, 74–75, 77–79, 81–84, 87–88A, 92–102, 106–108A Hohenzollernring Neuendorfer Straße 64–69V (Lage)                          | ehem. Artilleriewagenhäuser, Schülerbergkaserne, Alexander Barracks & Lagerhallen für das Heereszeugamt Spandau                    | Lagerhaus (Askanierring 81–81A), um 1880–1885 | |
| 09085690 | Neue Bergstraße 7–11 Askanierring 71/73, 74–75, 77–79, 81–84, 87–88A, 92–102, 106–108A Hohenzollernring Neuendorfer Straße 64–69V (Lage)                          | ehem. Artilleriewagenhäuser, Schülerbergkaserne, Alexander Barracks & Lagerhallen für das Heereszeugamt Spandau                    | Halle | |
| 09085690 | Neue Bergstraße 7–11 Askanierring 71/73, 74–75, 77–79, 81–84, 87–88A, 92–102, 106–108A Hohenzollernring Neuendorfer Straße 64–69V (Lage)                          | ehem. Artilleriewagenhäuser, Schülerbergkaserne, Alexander Barracks & Lagerhallen für das Heereszeugamt Spandau                    | Wagenschuppen | |
| 09085690 | Neue Bergstraße 7–11 Askanierring 71/73, 74–75, 77–79, 81–84, 87–88A, 92–102, 106–108A Hohenzollernring Neuendorfer Straße 64–69V (Lage)                          | ehem. Artilleriewagenhäuser, Schülerbergkaserne, Alexander Barracks & Lagerhallen für das Heereszeugamt Spandau                    | Lagerschuppen mit Stahlfachwerk | |
| 09085690 | Neue Bergstraße 7–11 Askanierring 71/73, 74–75, 77–79, 81–84, 87–88A, 92–102, 106–108A Hohenzollernring Neuendorfer Straße 64–69V (Lage)                          | ehem. Artilleriewagenhäuser, Schülerbergkaserne, Alexander Barracks & Lagerhallen für das Heereszeugamt Spandau                    | Kellereingang auf dem Gelände des ehem. Jüdischen Friedhofs, um 1900 | |
| 09085690 | Neue Bergstraße 7–11 Askanierring 71/73, 74–75, 77–79, 81–84, 87–88A, 92–102, 106–108A Hohenzollernring Neuendorfer Straße 64–69V (Lage)                          | ehem. Artilleriewagenhäuser, Schülerbergkaserne, Alexander Barracks & Lagerhallen für das Heereszeugamt Spandau                    | Denkmal Pionierbataillon von Rauch, 1916 | |
| 09085690 | Neue Bergstraße 7–11 Askanierring 71/73, 74–75, 77–79, 81–84, 87–88A, 92–102, 106–108A Hohenzollernring Neuendorfer Straße 64–69V (Lage)                          | ehem. Artilleriewagenhäuser, Schülerbergkaserne, Alexander Barracks & Lagerhallen für das Heereszeugamt Spandau                    | Einfriedungsmauer (Neuendorfer-, Neue Berg-, Schönwalder Straße, Hohenzollernring) | |
| 09085690 | Neue Bergstraße 7–11 Askanierring 71/73, 74–75, 77–79, 81–84, 87–88A, 92–102, 106–108A Hohenzollernring Neuendorfer Straße 64–69V (Lage)                          | ehem. Artilleriewagenhäuser, Schülerbergkaserne, Alexander Barracks & Lagerhallen für das Heereszeugamt Spandau                    | Lagerhallen für das Heereszeugamt Spandau (Askanierring 93–100, 102), 1920er Jahre | |
| 09085690 | Neue Bergstraße 7–11 Askanierring 71/73, 74–75, 77–79, 81–84, 87–88A, 92–102, 106–108A Hohenzollernring Neuendorfer Straße 64–69V (Lage)                          | ehem. Artilleriewagenhäuser, Schülerbergkaserne, Alexander Barracks & Lagerhallen für das Heereszeugamt Spandau                    | Denkmal mit Jünglingsfigur, 1930er Jahre | |
| 09085690 | Neue Bergstraße 7–11 Askanierring 71/73, 74–75, 77–79, 81–84, 87–88A, 92–102, 106–108A Hohenzollernring Neuendorfer Straße 64–69V (Lage)                          | ehem. Artilleriewagenhäuser, Schülerbergkaserne, Alexander Barracks & Lagerhallen für das Heereszeugamt Spandau                    | Kasernengebäude (Askanierring 108–108A), um 1936 | |
| 09085690 | Neue Bergstraße 7–11 Askanierring 71/73, 74–75, 77–79, 81–84, 87–88A, 92–102, 106–108A Hohenzollernring Neuendorfer Straße 64–69V (Lage)                          | ehem. Artilleriewagenhäuser, Schülerbergkaserne, Alexander Barracks & Lagerhallen für das Heereszeugamt Spandau                    | Bruno-Gehrke-Sporthalle, um 1936 | |
| 09085690 | Neue Bergstraße 7–11 Askanierring 71/73, 74–75, 77–79, 81–84, 87–88A, 92–102, 106–108A Hohenzollernring Neuendorfer Straße 64–69V (Lage)                          | ehem. Artilleriewagenhäuser, Schülerbergkaserne, Alexander Barracks & Lagerhallen für das Heereszeugamt Spandau                    | Verwaltungsgebäude, um 1936 | |
| 09080550 | Neuendorfer Straße 1–3 (Lage) | Garnison-Waschanstalt, Heeresproviantamt, Garnison-Bäckerei                                                                        | Garnisonbäckerei, 1880 | |
| 09080550 | Neuendorfer Straße 1–3 (Lage) | Garnison-Waschanstalt, Heeresproviantamt, Garnison-Bäckerei                                                                        | Garnisonwaschanstalt mit Umfassungsmauer, 1880 | |
| 09080550 | Neuendorfer Straße 1–3 (Lage) | Garnison-Waschanstalt, Heeresproviantamt, Garnison-Bäckerei                                                                        | Beamtenwohnhaus und Bäckerei, 1896–1897 | |
| 09080550 | Neuendorfer Straße 1–3 (Lage) | Garnison-Waschanstalt, Heeresproviantamt, Garnison-Bäckerei                                                                        | Wohnhaus der Waschanstalt, 1915–1916 | |
| 09085703 | Obermeierweg 18 (Lage) | Geschützgießerei Spandau | Neue Bohrwerkstatt mit Einfriedung, 1871–1874 | |
| 09085703 | Obermeierweg 18 (Lage) | Geschützgießerei Spandau | Halle II mit Portal und Einfriedung, 1914–1915 | |
| 09085703 | Obermeierweg 18 (Lage) | Geschützgießerei Spandau | 1828 beschloss der preußische Staat den Bau einer neuen Geschützgießerei in Spandau. 1855 wurden die Anlagen soweit fertiggestellt, dass mit der Produktion begonnen werden konnte. Bis zum Ersten Weltkrieg wurde die Geschützgießerei immer wieder umgebaut und erweitert. Von den Gebäuden sind heute nur noch die Bohrwerkstatt (im Stil der Berliner Schinkelarchitektur) sowie eine Werkhalle aus der Zeit des Ersten Weltkrieges erhalten geblieben. Während der deutschen Teilung wurden die Hallen als Getreidelager für Senatsreserven genutzt. Seitdem sind sie ungenutzt.                                         | |
| 09046379 | Seegefelder Straße 56/62E Borkzeile 7/11 (Lage) | Wohnanlage mit Ladenzeile | 3 Wohnzeilen, 1953–1954 von Norman Braun | |
| 09046379 | Seegefelder Straße 56/62E Borkzeile 7/11 (Lage) | Wohnanlage mit Ladenzeile | Ladenzeile | |
| 09096870 | U-Bahn-Linie U7 Altstädter Ring Am Juliusturm Breite Straße Carl-Schurz-Straße Gorgasring Nonnendammallee Popitzweg Seegefelder Straße Siemensdamm Stabholzgarten | U-Bahnhöfe Siemensdamm, Rohrdamm, Paulsternstraße, Haselhorst, Zitadelle, Altstadt Spandau und Rathaus Spandau der U-Bahn-Linie U7 | U-Bahnhof Altstadt Spandau, 1973–1984 von Rainer G. Rümmler (Lage) | |
| 09096870 | U-Bahn-Linie U7 Altstädter Ring Am Juliusturm Breite Straße Carl-Schurz-Straße Gorgasring Nonnendammallee Popitzweg Seegefelder Straße Siemensdamm Stabholzgarten | U-Bahnhöfe Siemensdamm, Rohrdamm, Paulsternstraße, Haselhorst, Zitadelle, Altstadt Spandau und Rathaus Spandau der U-Bahn-Linie U7 | Zugangsgebäude | |
| 09096870 | U-Bahn-Linie U7 Altstädter Ring Am Juliusturm Breite Straße Carl-Schurz-Straße Gorgasring Nonnendammallee Popitzweg Seegefelder Straße Siemensdamm Stabholzgarten | U-Bahnhöfe Siemensdamm, Rohrdamm, Paulsternstraße, Haselhorst, Zitadelle, Altstadt Spandau und Rathaus Spandau der U-Bahn-Linie U7 | U-Bahnhof Rathaus Spandau, 1973–1984 von Rainer G. Rümmler (Lage) | |
| 09096870 | U-Bahn-Linie U7 Altstädter Ring Am Juliusturm Breite Straße Carl-Schurz-Straße Gorgasring Nonnendammallee Popitzweg Seegefelder Straße Siemensdamm Stabholzgarten | U-Bahnhöfe Siemensdamm, Rohrdamm, Paulsternstraße, Haselhorst, Zitadelle, Altstadt Spandau und Rathaus Spandau der U-Bahn-Linie U7 | 5 Zugangsgebäude | |
| 09096870 | U-Bahn-Linie U7 Altstädter Ring Am Juliusturm Breite Straße Carl-Schurz-Straße Gorgasring Nonnendammallee Popitzweg Seegefelder Straße Siemensdamm Stabholzgarten | U-Bahnhöfe Siemensdamm, Rohrdamm, Paulsternstraße, Haselhorst, Zitadelle, Altstadt Spandau und Rathaus Spandau der U-Bahn-Linie U7 | Weitere Bahnhöfe: siehe Denkmallisten Siemensstadt und Haselhorst | |
| 09085840 | Wiesendamm 24, 28, 32, 38 (Lage) | Kraftwerk Unterspree | 1911 baute die Hochbahngesellschaft das Kohlekraftwerk Unterspree zur Stromversorgung des derzeit schnell anwachsenden Streckennetzes. Im Zweiten Weltkrieg wurde das Kraftwerk stark beschädigt und nach 1945 notdürftig wiederherstellt. 1948 veräußerte die BVG das Werk an die Bewag, die es wenig später stilllegte. Ab 1954 nutzte die Papierfabrik Gottwald & Co (ab 1974 Be-Pak) das Gelände, bis die Firma 1994 in Konkurs ging und erhebliche Altlasten hinterließ. Das Areal musste aufwendig saniert werden und konnte 2008 an eine Baustoff-Firma verkauft werden, die zurzeit dort baut.                        | 1911 baute die Hochbahngesellschaft das Kohlekraftwerk Unterspree zur Stromversorgung des derzeit schnell anwachsenden Streckennetzes. Im Zweiten Weltkrieg wurde das Kraftwerk stark beschädigt und nach 1945 notdürftig wiederherstellt. 1948 veräußerte die BVG das Werk an die Bewag, die es wenig später stilllegte. Ab 1954 nutzte die Papierfabrik Gottwald & Co (ab 1974 Be-Pak) das Gelände, bis die Firma 1994 in Konkurs ging und erhebliche Altlasten hinterließ. Das Areal musste aufwendig saniert werden und konnte 2008 an eine Baustoff-Firma verkauft werden, die zurzeit dort baut.                        |
| 09085840 | Wiesendamm 24, 28, 32, 38 (Lage) | Kraftwerk Unterspree | Kessel- und Maschinenhaus mit Büroanbauten, 1910–1911 von Siemens & Halske AG | |
| 09085840 | Wiesendamm 24, 28, 32, 38 (Lage) | Kraftwerk Unterspree | Schalthaus, 1925–1927 | |
| 09085840 | Wiesendamm 24, 28, 32, 38 (Lage) | Kraftwerk Unterspree | Einlaufbauwerk (Sandfang und Siebhaus), 1925–1927 | |
| 09085840 | Wiesendamm 24, 28, 32, 38 (Lage) | Kraftwerk Unterspree | Zisterne, 1925–1927 | |
| 09085840 | Wiesendamm 24, 28, 32, 38 (Lage) | Kraftwerk Unterspree | Büroanbau und Industriehallen für Papierfabrik, 1954–1956 | |
| 09085840 | Wiesendamm 24, 28, 32, 38 (Lage) | Denkmalverlust: Pförtnerhaus & Wohnhaus und div. Teile                                                                             | Pförtnerhaus, 1954 Wohnhaus 1911, 1926 modernisiert Abriss erfolgte mit Übernahme des Geländes durch einen Baustofffabrikanten 2008 | |

## Baudenkmale
| Nr.      | Lage                                                                                  | Offizielle Bezeichnung                                                                                       | Beschreibung | Bild |
| -------- | ------------------------------------------------------------------------------------- | --- | --- | --- |
| 09080556 | Ackerstraße 15 (Lage)                                                                 | Katholisch-apostolische Kirche                                                                               | Kirche, 1896 | |
| 09080556 | Ackerstraße 15 (Lage)                                                                 | Katholisch-apostolische Kirche                                                                               | Pfarrhaus, 1896 | |
| 09080608 | Ackerstraße 40 (Lage)                                                                 | Mietshaus | 1868 | |
| 09080608 | Ackerstraße 40 (Lage)                                                                 | Mietshaus | Hofbauten | |
| 09085449 | Am Schlangengraben 9 (Lage)                                                           | Fabrik mit Verwaltungsgebäude                                                                                | Verwaltungsgebäude, um 1940 | |
| 09085449 | Am Schlangengraben 9 (Lage)                                                           | Fabrik mit Verwaltungsgebäude                                                                                | Fabrik | |
| 09085454 | Askanierring 42–43 Falkenhagener Straße 33A-B (Lage)                                  | Hilfsschule Spandau                                                                                          | Schule, 1926–1927 von Johannes Glüer Heute befindet sich hier die Grund- und Förderschule Schule am Grüngürtel. | |
| 09085454 | Askanierring 42–43 Falkenhagener Straße 33A-B (Lage)                                  | Hilfsschule Spandau                                                                                          | Turnhalle | |
| 09085460 | Behnitz 3 (Lage)                                                                      | Dienstgebäude der Fortifikationsbehörde                                                                      | 1868 | |
| 09085460 | Behnitz 3 (Lage)                                                                      | Dienstgebäude der Fortifikationsbehörde                                                                      | Nebengebäude | |
| 09085461 | Behnitz 4 (Lage)                                                                      | Wohnhaus mit Hofgebäude                                                                                      | 1. Hälfte 19. Jh. (verschiedene widersprüchliche Datierungen) Eingeschossiges Fachwerkhaus mit Krüppelwalmdach und angegliedertem Hofgebäude. 1979 modernisiert. | |
| 09085461 | Behnitz 4 (Lage)                                                                      | Wohnhaus mit Hofgebäude                                                                                      | Hofgebäude | |
| 09085462 | Behnitz 5 (Lage)                                                                      | Heinemannsches Haus                                                                                          | Das spätbarocke Bürgerhaus wurde um 1770 von dem Spandauer Bauinspektor Johann Friedrich Lehmann erbaut. 1959 wurde das Gebäude instand gesetzt und als Seniorentagesstätte genutzt, 1977 zur Bildung von 7 Wohneinheiten modernisiert und das Dach ersetzt. | |
| 09085462 | Behnitz 5 (Lage)                                                                      | Heinemannsches Haus                                                                                          | Der Name Heinemannsches Haus geht auf den Komponisten Wilhelm Heinemann (Vater der berühmten Pianistin Käthe Heinemann) zurück, der hier vor 1900 wohnte. Der zweigeschossige verputzte Fachwerkbau mit Walmdach fällt durch seinen trapezförmigen Grundriss mit abgerundeten Ecken auf. Die Fassade ist schlicht gehalten mit schmalen, dekorarmen Risaliten und Pilastern um die äußeren Fensterachsen. | |
| 09085464 | Behnitz 6 (Lage)                                                                      | Mietshaus Bestandteil des Ensembles: Möllentordamm                                                           | 1861–1862 | |
| 09085470 | Breite Straße 9 (Lage)                                                                | Wohnhaus | Wohnhaus, 2. Hälfte 17. Jh. | |
| 09085470 | Breite Straße 9 (Lage)                                                                | Wohnhaus | Handwerkerhaus, Mitte bis 2. Hälfte 19. Jh. | |
| 09085471 | Breite Straße 10 (Lage)                                                               | Wohnhaus | Seitengebäude, vor 1900 | |
| 09085471 | Breite Straße 10 (Lage)                                                               | Wohnhaus | Wohnhaus, 2. Hälfte 18. Jh. | |
| 09085474 | Breite Straße 20 (Lage)                                                               | Wohnhaus Bestandteil des Ensembles: Breite Straße 19-22...                                                   | um 1800, zweigeschossiges Wohnhaus im klassizistischen Stil mit Fledermausgauben, Fassade mit Kolossalpilaster sowie Akanthus- und Mäanderfries als Trennung zwischen den Geschossen. | |
| 09085474 | Breite Straße 20 (Lage)                                                               | Wohnhaus Bestandteil des Ensembles: Breite Straße 19-22...                                                   | Treppenhaus, um 1860 | |
| 09085474 | Breite Straße 20 (Lage)                                                               | Wohnhaus Bestandteil des Ensembles: Breite Straße 19-22...                                                   | Weitere historische Fotos im Bildindex der Kunst und Architektur. | |
| 09085475 | Breite Straße 21 Fischerstraße 29–32 (Lage)                                           | Kaufhaus Sternberg Bestandteil des Ensembles: Breite Straße 19-22...                                         | Vorderhaus, 1927–1928 (heute Sparkassen Filiale) | |
| 09085475 | Breite Straße 21 Fischerstraße 29–32 (Lage)                                           | Kaufhaus Sternberg Bestandteil des Ensembles: Breite Straße 19-22...                                         | Hinterhaus | |
| 09085475 | Breite Straße 21 Fischerstraße 29–32 (Lage)                                           | Kaufhaus Sternberg Bestandteil des Ensembles: Breite Straße 19-22...                                         | Die Familie Sternberg unterhielt in Spandau bereits seit 1841 ein Kaufhaus, welches sich in den 1920er Jahren zu einem beachtlichen Unternehmen mit bis zu 100 Mitarbeitern entwickelte. 1927 wurde daher zur Vergrößerung der Verkaufsflächen auf dem Grundstück zwischen Breiter Straße 21 und Fischerstraße ein neues Kaufhaus errichtet. 1939 musste die Familie Sternberg unter dem Druck der NS-Herrschaft nach Kolumbien emigrieren. Das Grundstück wurde durch die Nationalsozialisten enteignet. Nach dem Zweiten Weltkrieg führte der Hertie-Konzern das Kaufhaus weiter. | |
| 09085476 | Breite Straße 22 (Lage)                                                               | Wohn- und Geschäftshaus Bestandteil des Ensembles: Breite Straße 19-22...                                    | 1912 | |
| 09085477 | Breite Straße 24 Wasserstraße 1–2 (Lage)                                              | Mietshaus Bestandteil des Ensembles: Breite Straße 19-22...                                                  | um 1875 | |
| 09085477 | Breite Straße 24 Wasserstraße 1–2 (Lage)                                              | Mietshaus Bestandteil des Ensembles: Breite Straße 19-22...                                                  | Seitenflügel | |
| 09085478 | Breite Straße 31 (Lage)                                                               | Wohnhaus | 2. Hälfte 18. Jh. | |
| 09085478 | Breite Straße 31 (Lage)                                                               | Wohnhaus | Seitenflügel und Quergebäude, zwischen 1850 und 1870 | |
| 09085479 | Breite Straße 32 (Lage)                                                               | Wohnhaus | um 1500, Fassade nach 1788 Es gilt als ältestes erhaltenes Bürgerhaus im Berliner Raum; genannt: „Gotisches Haus“. Sitz des stadthistorischen Museums Spandau | |
| 09085479 | Breite Straße 32 (Lage)                                                               | Wohnhaus | Seitenflügel | |
| 09085480 | Breite Straße 33–34 Lindenufer 9–10 (Lage)                                            | Wohn- und Geschäftshaus                                                                                      | 1930–1931 vermutlich von Adolf Steil | |
| 09085481 | Breite Straße 35 (Lage)                                                               | Wohnhaus (Vorderhaus)                                                                                        | Vorderhaus, um 1800 | |
| 09085481 | Breite Straße 35 (Lage)                                                               | Wohnhaus (Vorderhaus)                                                                                        | Quergebäude | |
| 09085481 | Breite Straße 35 (Lage)                                                               | Wohnhaus (Vorderhaus)                                                                                        | Fachwerk-Hofgebäude | |
| 09085481 | Breite Straße 35 (Lage)                                                               | Wohnhaus (Vorderhaus)                                                                                        | Brunnen, 14. Jh. | |
| 09085483 | Breite Straße 43 Havelstraße 21 (Lage)                                                | Wohnhaus Bestandteil des Ensembles: Havelstraße                                                              | um 1800 | |
| 09085483 | Breite Straße 43 Havelstraße 21 (Lage)                                                | Wohnhaus Bestandteil des Ensembles: Havelstraße                                                              | Quergebäude, um 1865 | |
| 09085488 | Breite Straße 44 (Lage)                                                               | Wohnhaus Bestandteil des Ensembles: Breite Straße 44–46                                                      | um 1870 | |
| 09085489 | Breite Straße 45 (Lage)                                                               | Wohnhaus Bestandteil des Ensembles: Breite Straße 44–46                                                      | um 1890 | |
| 09085491 | Breite Straße 65 (Lage)                                                               | Wohnhaus (Hinterhaus)                                                                                        | 1860er Jahre | |
| 09085496 | Brunsbütteler Damm 77 (Lage)                                                          | Otto Pinnow Metallbau, Villa                                                                                 | 1899 von Gebrüder Fr.O. Meineke | |
| 09085502 | Carl-Schurz-Straße 2/8 Am Wall 1/3 (Lage)                                             | Rathaus Spandau                                                                                              | Rathaus, 1910–1913 von Heinrich Reinhardt und Georg Süßenguth | |
| 09085502 | Carl-Schurz-Straße 2/8 Am Wall 1/3 (Lage)                                             | Rathaus Spandau                                                                                              | Eselreiter im Vestibül, 1912 von August Gaul | |
| 09085502 | Carl-Schurz-Straße 2/8 Am Wall 1/3 (Lage)                                             | Rathaus Spandau                                                                                              | Polizeigebäude | |
| 09085503 | Carl-Schurz-Straße 13/19 Jüdenstraße 2 (Lage)                                         | ehem. Hauptpostamt Spandau                                                                                   | Hauptpostamt, 1890, erweitert 1908 und 1920. Das ehemalige Hauptpostamt am Eingang zur Altstadt wurde 1891 im wilhelminisch-neubarocken Stil erbaut, 1909 um das Paketamt und 1936 um den Flügel am Mühlengraben erweitert. | Hauptpostamt |
| 09085503 | Carl-Schurz-Straße 13/19 Jüdenstraße 2 (Lage)                                         | ehem. Hauptpostamt Spandau                                                                                   | Paketamt, 1909 | Paketamt |
| 09085503 | Carl-Schurz-Straße 13/19 Jüdenstraße 2 (Lage)                                         | ehem. Hauptpostamt Spandau                                                                                   | Erweiterungsflügel, 1936 | |
| 09085503 | Carl-Schurz-Straße 13/19 Jüdenstraße 2 (Lage)                                         | ehem. Hauptpostamt Spandau                                                                                   | Hofplatz mit Pflanzflächen und Brunnen mit Brunnenfiguren ( Spielende Kinder) | Paketamt |
| 09085503 | Carl-Schurz-Straße 13/19 Jüdenstraße 2 (Lage)                                         | ehem. Hauptpostamt Spandau                                                                                   | Die Fassade des Postamtes ist horizontal durch Geschossgesims und vertikal durch Mittel- wie Seitenrisalite strukturiert, die Fenster sind mit Dreiecksgiebeln verdacht, die Risalitecken mit Bänderung aus Sandsteinquadern verziert. An der schmalen Südseite erhebt sich ein kleiner, rechteckiger Turm mit flachem Zeltdach, auf dessen Spitze sich in der ersten Hälfte des 20. Jahrhunderts noch eine Kuppel befand, die zum Anschluss der Freileitungen des Fernsprechamtes diente. Von 1980 bis 1983 fand eine umfassende Restaurierung und Umbau zum Gesundheitsamt statt. Heute befinden sich hier Teile des Gesundheitsamtes sowie im ehemaligen Paketamt die Spandauer Stadtbibliothek. Der Innenhof wird im Sommer als Openair-Kino genutzt. Weitere historische Fotos im Bildindex der Kunst und Architektur.               | |
| 09085504 | Carl-Schurz-Straße 14 Mauerstraße 16–18 (Lage)                                        | Mietshaus | 1861 von F. Bäthge | |
| 09085504 | Carl-Schurz-Straße 14 Mauerstraße 16–18 (Lage)                                        | Mietshaus | Erweiterung, 1870er Jahre | |
| 09085505 | Carl-Schurz-Straße 16 (Lage)                                                          | Wohnhaus | um 1780 | |
| 09085505 | Carl-Schurz-Straße 16 (Lage)                                                          | Wohnhaus | Garagen | |
| 09085506 | Carl-Schurz-Straße 31 Charlottenstraße 14 (Lage)                                      | Mietshaus | um 1900 | |
| 09085507 | Carl-Schurz-Straße 40 (Lage)                                                          | Wohnhaus | um 1850 | |
| 09085508 | Carl-Schurz-Straße 41 (Lage)                                                          | Wohnhaus | 18. Jh. | |
| 09085509 | Carl-Schurz-Straße 42 (Lage)                                                          | Wohnhaus | 1750–1780 | |
| 09085510 | Carl-Schurz-Straße 45 Ritterstraße 16 (Lage)                                          | Wohn- und Geschäftshaus                                                                                      | um 1860 | |
| 09085510 | Carl-Schurz-Straße 45 Ritterstraße 16 (Lage)                                          | Wohn- und Geschäftshaus                                                                                      | Tonnengewölbter Keller, 18. Jh. (?) | |
| 09085511 | Carl-Schurz-Straße 47 Ritterstraße 1 (Lage)                                           | Hotel „Zum Stern“                                                                                            | wohl nach 1740 | |
| 09085520 | Carl-Schurz-Straße 49, 49A (Lage)                                                     | Kelleranlagen des ehem. Patrizierhauses & Einfriedungsmauer des ehem. Prinz-Heinrich-Palais und Amtsgerichts | Kelleranlage, 2. Hälfte 15. Jh. | |
| 09085520 | Carl-Schurz-Straße 49, 49A (Lage)                                                     | Kelleranlagen des ehem. Patrizierhauses & Einfriedungsmauer des ehem. Prinz-Heinrich-Palais und Amtsgerichts | Einfassungsmauer des ehem. Prinz Heinrich-Palais, 2. Hälfte 18. Jh. | |
| 09085521 | Carl-Schurz-Straße 55 (Lage)                                                          | Mietshaus | um 1880 | |
| 09085524 | Charlottenstraße Stresowstraße (Lage)                                                 | Charlottenbrücke mit Brückenkopf und -leuchten                                                               | 1926–1928 | |
| 09085525 | Charlottenstraße 9 (Lage)                                                             | Wohngebäude                                                                                                  | Vorderhaus, 1. Hälfte 18. Jh.; Seitenflügel, 2. Hälfte 19. Jh. | |
| 09085526 | Charlottenstraße 10 (Lage)                                                            | Wohnhaus | spätes 17. Jh. oder frühes 18. Jh., mit Hofbebauung | |
| 09085536 | Dorfstraße 5 (Lage)                                                                   | Ballhaus Tiefwerder                                                                                          | Um 1891 wurde der Saal erbaut und wenig später um das vordere Mietshaus ergänzt. Das Ballhaus Spandau wurde seit dem fast durchgehend als Tanzlokal genutzt und beherbergt seit den 1970er Jahren eine Rockdiskothek. | |
| 09085539 | Dorfstraße 23 (Lage)                                                                  | Kolonistenhaus Bestandteil des Ensembles: Kolonistensiedlung Tiefwerder                                      | nach 1816 | |
| 09085540 | Dorfstraße 26–27 (Lage)                                                               | Kolonistenhaus Bestandteil des Ensembles: Kolonistensiedlung Tiefwerder                                      | nach 1816 | |
| 09085541 | Dorfstraße 31–31A (Lage)                                                              | Kolonistenhaus Bestandteil des Ensembles: Kolonistensiedlung Tiefwerder                                      | nach 1816 | |
| 09085542 | Dorfstraße 34 (Lage)                                                                  | Kolonistenhaus Bestandteil des Ensembles: Kolonistensiedlung Tiefwerder                                      | um 1816 | |
| 09085542 | Dorfstraße 34 (Lage)                                                                  | Kolonistenhaus Bestandteil des Ensembles: Kolonistensiedlung Tiefwerder                                      | Vierseithof mit Seitenwohngebäude, Remise und Nebengebäude, um 1880 | |
| 09085543 | Dorfstraße 37–37A (Lage)                                                              | Kolonistenhaus Bestandteil des Ensembles: Kolonistensiedlung Tiefwerder                                      | nach 1816 | |
| 09085543 | Dorfstraße 37–37A (Lage)                                                              | Kolonistenhaus Bestandteil des Ensembles: Kolonistensiedlung Tiefwerder                                      | Wohnhaus | |
| 09085543 | Dorfstraße 37–37A (Lage)                                                              | Kolonistenhaus Bestandteil des Ensembles: Kolonistensiedlung Tiefwerder                                      | 3 Nebengebäude | |
| 09085544 | Dorfstraße 44 (Lage)                                                                  | Kolonistenhaus Bestandteil des Ensembles: Kolonistensiedlung Tiefwerder                                      | nach 1816 | |
| 09085548 | Dorfstraße 58 (Lage)                                                                  | Wohnhaus Bestandteil des Ensembles: Kolonistensiedlung Tiefwerder                                            | 2. Hälfte 19. Jh. | |
| 09085852 | Dorfstraße 59 (Lage)                                                                  | Kolonistenhaus Bestandteil des Ensembles: Kolonistensiedlung Tiefwerder                                      | nach 1816 | |
| 09085550 | Emdenzeile 5 (Lage)                                                                   | Mietshaus | 1842 von Brettschneider | |
| 09080561 | Falkenhagener Straße 32A Windmühlenberg 1–2 (Lage)                                    | Mietshaus | 1914 von Paul Florian (?) | |
| 09080562 | Falkenhagener Straße 33 (Lage)                                                        | Mietshaus | 1910–1914 von Max Werner | |
| 09080563 | Falkenhagener Straße 37–37B (Lage)                                                    | Mietshaus | 1926–1927 von Richard Ermisch | |
| 09080564 | Falkenseer Damm 3 Galenstraße 44 (Lage)                                               | Freiherr-vom-Stein-Oberschule                                                                                | 1905–1906 von Legart; erweitert 1914–1916 und 1926–1927 | |
| 09080565 | Falkenseer Damm 17–19 (Lage)                                                          | Wohn- und Gerätehaus der Heeresbrieftaubenstation                                                            | um 1905 | |
| 09085052 | Fehrbelliner Straße 29B (Lage)                                                        | Bekleidungsamt des III. Armeekorps                                                                           | Werkstattgebäude, 1888 vom Militär-Bauamt | |
| 09085052 | Fehrbelliner Straße 29B (Lage)                                                        | Bekleidungsamt des III. Armeekorps                                                                           | Einfriedung | |
| 09085052 | Fehrbelliner Straße 29B (Lage)                                                        | Denkmalverlust: 3 Gebäude                                                                                    | Um einen Innenhof gruppiertenen sich vier freistehende Ziegelbauten: ein Dienstgebäude, ein Wohngebäude für zwei Unterbeamte, ein Werkstatt- sowie ein Lagergebäude. Die Gebäude wurden 1888 als Bekleidungsamt für das III. Armeekorps errichtet. 2012 klagte die Eigentümerin des Grundstücks vor dem Berliner Verwaltungsgericht gegen die Eintragung in die Denkmalliste (im Jahr 2010). In seinem Urteil vom 12. Juli 2012 entschied das VG Berlin, dass der Anlage keine ausreichende künstlerische, wissenschaftliche oder geschichtliche Bedeutung zukomme und das ehemalige Bekleidungsamt daher kein Denkmal sei. Das Bezirksamt argumentierte, das Bekleidungsamt sei für die Struktur und die Stadt- und Militärgeschichte Spandaus prägend und besitze große städtebauliche sowie stadtentwicklungsgeschichtliche Bedeutung. | Um einen Innenhof gruppiertenen sich vier freistehende Ziegelbauten: ein Dienstgebäude, ein Wohngebäude für zwei Unterbeamte, ein Werkstatt- sowie ein Lagergebäude. Die Gebäude wurden 1888 als Bekleidungsamt für das III. Armeekorps errichtet. 2012 klagte die Eigentümerin des Grundstücks vor dem Berliner Verwaltungsgericht gegen die Eintragung in die Denkmalliste (im Jahr 2010). In seinem Urteil vom 12. Juli 2012 entschied das VG Berlin, dass der Anlage keine ausreichende künstlerische, wissenschaftliche oder geschichtliche Bedeutung zukomme und das ehemalige Bekleidungsamt daher kein Denkmal sei. Das Bezirksamt argumentierte, das Bekleidungsamt sei für die Struktur und die Stadt- und Militärgeschichte Spandaus prägend und besitze große städtebauliche sowie stadtentwicklungsgeschichtliche Bedeutung. |
| 09085052 | Fehrbelliner Straße 29B (Lage)                                                        | Denkmalverlust: 3 Gebäude                                                                                    | Im Frühjahr 2015 wurden die drei nördlichen Gebäude abgerissen. | |
| 09080539 | Feldstraße 43 (Lage)                                                                  | Wohnhaus (Fachwerkbau) Bestandteil des Ensembles: Feldstraße                                                 | 1873 | |
| 09080539 | Feldstraße 43 (Lage)                                                                  | Wohnhaus (Fachwerkbau) Bestandteil des Ensembles: Feldstraße                                                 | 3 Stallgebäude | |
| 09080539 | Feldstraße 43 (Lage)                                                                  | Wohnhaus (Fachwerkbau) Bestandteil des Ensembles: Feldstraße                                                 | Vorgarten | |
| 09080566 | Feldstraße 46 (Lage)                                                                  | Mietshaus mit Remise                                                                                         | 1889 | |
| 09080566 | Feldstraße 46 (Lage)                                                                  | Mietshaus mit Remise                                                                                         | Remise | |
| 09085553 | Fischerstraße 16 Lindenufer 16 (Lage)                                                 | Wohnhaus | nach 1700 | |
| 09085553 | Fischerstraße 16 Lindenufer 16 (Lage)                                                 | Wohnhaus | Nebengebäude | |
| 09085554 | Fischerstraße 18 Lindenufer 14 (Lage)                                                 | Mietshäuser                                                                                                  | Fischerstraße, 1900 | |
| 09085554 | Fischerstraße 18 Lindenufer 14 (Lage)                                                 | Mietshäuser                                                                                                  | Lindenufer, 1900 | |
| 09085557 | Fischerstraße 27 (Lage)                                                               | Wohnhaus Bestandteil des Ensembles: Fischerstraße                                                            | um 1720 | |
| 09085558 | Fischerstraße 28 (Lage)                                                               | Wohnhaus Bestandteil des Ensembles: Fischerstraße                                                            | um 1720 | |
| 09085558 | Fischerstraße 28 (Lage)                                                               | Wohnhaus Bestandteil des Ensembles: Fischerstraße                                                            | Stallgebäude, Ende 19. Jh. | |
| 09085559 | Fischerstraße 40 (Lage)                                                               | Mietshaus | um 1900 | |
| 09085560 | Fischerstraße 41 (Lage)                                                               | Wohnhaus | um 1700 | |
| 09085560 | Fischerstraße 41 (Lage)                                                               | Wohnhaus | Nebengebäude, 2. Hälfte 19. Jh. | |
| 09085561 | Fischerstraße 42 (Lage)                                                               | Wohnhaus | um 1700 | |
| 09085561 | Fischerstraße 42 (Lage)                                                               | Wohnhaus | Seitenflügel und Quergebäude, 2. Hälfte 19. Jh. | |
| 09080567 | Flankenschanze 43/45 Hasenmark 1 (Lage)                                               | Kath. St. Maria, Hilfe der Christen-Kirche                                                                   | Kirche, 1908–1910 von Christoph Hehl | |
| 09080567 | Flankenschanze 43/45 Hasenmark 1 (Lage)                                               | Kath. St. Maria, Hilfe der Christen-Kirche                                                                   | Pfarrhaus | |
| 09085564 | Freiheit 15 (Lage)                                                                    | Verwaltungsgebäude                                                                                           | 1915–1920 | |
| 09085564 | Freiheit 15 (Lage)                                                                    | Teilverlust: Nebengebäude                                                                                    | 1915–1920, 2014 aberkannt | |
| 09085565 | Freiheit 16A (Lage)                                                                   | Fabrikhalle (Altmärkische Kettenwerke)                                                                       | um 1940 | |
| 09085566 | Freiheit 50A (Lage)                                                                   | Wohnhaus | Wohnhaus, 1920er Jahre | |
| 09085566 | Freiheit 50A (Lage)                                                                   | Wohnhaus | Gerätehaus und Einfriedung | |
| 09080568 | Frobenstraße 22 (Lage)                                                                | Mietshaus | um 1890 | |
| 09085583 | Grenadierstraße 13–16 Grunewaldstraße 8 (Lage)                                        | Stresow-Kaserne I                                                                                            | In der Stresow-Kaserne I (nach der Ortslage Stresow) waren Teile des Garde-Grenadier-Regiment Nr. 5 stationiert. Eine zweite kleinere Kaserne (die Stresow-Kaserne II) befand sich am heutigen Stresowplatz. Das Kasernengebäude baute man nach dem Ersten Weltkrieg erst zum Krankenhaus und später (ab 1940) zu einem Mietshaus um. Nach 1999 wurde das Gebäude erneuert und die Wohnungen aufwändig modernisiert. Ein besonderes Merkmal sind die Laubengänge zur äußeren Erschließung der Wohneinheiten. | In der Stresow-Kaserne I (nach der Ortslage Stresow) waren Teile des Garde-Grenadier-Regiment Nr. 5 stationiert. Eine zweite kleinere Kaserne (die Stresow-Kaserne II) befand sich am heutigen Stresowplatz. Das Kasernengebäude baute man nach dem Ersten Weltkrieg erst zum Krankenhaus und später (ab 1940) zu einem Mietshaus um. Nach 1999 wurde das Gebäude erneuert und die Wohnungen aufwändig modernisiert. Ein besonderes Merkmal sind die Laubengänge zur äußeren Erschließung der Wohneinheiten. |
| 09085583 | Grenadierstraße 13–16 Grunewaldstraße 8 (Lage)                                        | Stresow-Kaserne I                                                                                            | 1860–1862 von Ferdinand Fleischinger (?), Umbau zum Wohnhaus 1920 | |
| 09080542 | Groenerstraße 25 (Lage)                                                               | Mietshaus Bestandteil des Ensembles: Groenerstraße                                                           | um 1890 | |
| 09085586 | Grunewaldstraße 3 (Lage)                                                              | Mietshaus | vor 1898 | |
| 09085587 | Grunewaldstraße 4 (Lage)                                                              | Mietshaus | vor 1898 | |
| 09085588 | Grunewaldstraße 5 (Lage)                                                              | Mietshaus | um 1900 | |
| 09085589 | Grunewaldstraße 5A (Lage)                                                             | Mietshaus | um 1900 | |
| 09085590 | Grunewaldstraße 10–11 (Lage)                                                          | Mietshaus | vor 1900 | |
| 09085591 | Grunewaldstraße 12 (Lage)                                                             | Mietshaus | 1902–1903. Wohnhaus mit vier Geschossen, drei Achsen. Die aufwendige Prunkfassade ist ein herausragendes Beispiel für den wilhelminischen Neobarock. Auf der Mittelachse befindet sich eine Toreinfahrt, darüber drei Balkone, über die beiden obersten Geschosse flankiert mit reich verzierten Kolossalpilaster und aufgesetztem Giebel. Die beiden Seitenachsen sind geprägt durch einen Erkervorbau über die erste bis zweite Etage mit abschließendem Segmentbogengiebel. Das einstigen Dachverzierungen mit kleinen Türmchen und aufwendigen Gauben sind heute nicht mehr vorhanden. Weitere historische Fotos im Bildindex der Kunst und Architektur. | |
| 09085485 | Havelstraße 19 (Lage)                                                                 | Wohnhaus Bestandteil des Ensembles: Havelstraße                                                              | 1844 (?), aufgestockt 1902 | |
| 09085485 | Havelstraße 19 (Lage)                                                                 | Wohnhaus Bestandteil des Ensembles: Havelstraße                                                              | Remise | |
| 09080569 | Hedwigstraße 6 (Lage)                                                                 | Mietshaus | um 1911–1912 | |
| 09080570 | Hedwigstraße 7 (Lage)                                                                 | Mietshaus | um 1911–1912 | |
| 09085607 | Hohenzollernring 160 (Lage)                                                           | ehem. Offizierskasino der deutschen Wehrmacht                                                                | 1937 von der Bauabteilung der Heeresverwaltung (?) | |
| 09085567 | Hohenzollernring 172–173 (Lage)                                                       | Villa Makowka                                                                                                | Villa, 1917 von Johann Makowka | |
| 09085567 | Hohenzollernring 172–173 (Lage)                                                       | Villa Makowka                                                                                                | Pförtnerhaus und Vorfahrt | |
| 09085567 | Hohenzollernring 172–173 (Lage)                                                       | Villa Makowka                                                                                                | Vorgarten | |
| 09085608 | Hoher Steinweg 2 (Lage)                                                               | Wohnhaus | wohl 1867 | |
| 09085609 | Hoher Steinweg 3 (Lage)                                                               | Wohnhaus | um 1880 | |
| 09085610 | Hoher Steinweg 5 (Lage)                                                               | Mietshaus | wohl 1784, um 1890 umgebaut | |
| 09085611 | Hoher Steinweg (Flurstück 178) (Lage)                                                 | Stadtmauer mit Wiekhausrest                                                                                  | 1. Hälfte 14. Jh. | |
| 09085612 | Hügelschanze 6 (Lage)                                                                 | Wohnhaus mit Nebengebäude                                                                                    | um 1860 | |
| 09085612 | Hügelschanze 6 (Lage)                                                                 | Wohnhaus mit Nebengebäude                                                                                    | Nebengebäude | |
| 09085641 | Jüdenstraße 17 (Lage)                                                                 | Hinterhaus                                                                                                   | um 1875 | |
| 09085640 | Jüdenstraße 29 (Lage)                                                                 | Wohnhaus | 18. Jh. | |
| 09085633 | Jüdenstraße 40, 42 (Lage)                                                             | Mietshaus Bestandteil des Ensembles: Jüdenstraße                                                             | 1887–1898 | |
| 09085633 | Jüdenstraße 40, 42 (Lage)                                                             | Mietshaus Bestandteil des Ensembles: Jüdenstraße                                                             | Remise und Hofpflasterung | |
| 09085639 | Jüdenstraße 41 (Lage)                                                                 | Wohn- und Geschäftshaus                                                                                      | 1927–1929 von Heinrich Wolf | |
| 09085637 | Jüdenstraße 47 (Lage)                                                                 | Mietshaus Bestandteil des Ensembles: Jüdenstraße                                                             | 1870er Jahre | |
| 09085637 | Jüdenstraße 47 (Lage)                                                                 | Mietshaus Bestandteil des Ensembles: Jüdenstraße                                                             | Hinterhaus am Viktoriaufer | |
| 09085635 | Jüdenstraße 51 (Lage)                                                                 | Wohnhaus Bestandteil des Ensembles: Jüdenstraße                                                              | um 1700 | |
| 09085634 | Jüdenstraße 53 (Lage)                                                                 | Mietshaus Bestandteil des Ensembles: Jüdenstraße                                                             | 1905 | |
| 09085634 | Jüdenstraße 53 (Lage)                                                                 | Mietshaus Bestandteil des Ensembles: Jüdenstraße                                                             | Hinterhaus am Viktoriaufer | |
| 09085647 | Klosterstraße 17–18 (Lage)                                                            | Villa Schulte                                                                                                | 1911 | |
| 09085648 | Kolk 1 (Lage)                                                                         | Wohnhaus | frühes 18. Jh. | |
| 09085648 | Kolk 1 (Lage)                                                                         | Wohnhaus | Umbau und Anbau Atelierhaus, 1968–1970 von Bodo Fleischer und Georg Lichtfuß | |
| 09085649 | Kolk 2 (Lage)                                                                         | Wohnhaus | um 1700 (vor 1728) | |
| 09085650 | Kolk 3 (Lage)                                                                         | Wohnhaus | um 1750 (?) | |
| 09085651 | Kolk 4 (Lage)                                                                         | Wohnhaus | im Kern nach 1728, Umbau 1813 | |
| 09085652 | Kolk 6 (Lage)                                                                         | Mietshaus | 1905 von C. Karras (Ausführung), Fassadenmalerei, 1974 von Manfred Henkel | |
| 09085653 | Kolk 9 (Lage)                                                                         | Mietshaus | um 1875 | |
| 09085654 | Kolk 11 (Lage)                                                                        | Wohnhaus | Ende 18. Jh. oder frühes 19. Jh. | |
| 09085655 | Kolk 12 (Lage)                                                                        | Wohnhaus | 1747 (?) | |
| 09085665 | Lutherplatz (Lage)                                                                    | Ev. Lutherkirche                                                                                             | 1895–1896 von Arno Eugen Fritsche | |
| 09085665 | Lutherplatz (Lage)                                                                    | Ev. Lutherkirche                                                                                             | Platzanlage | |
| 09085667 | Markt 1–1A Carl-Schurz-Straße 38 Marktstraße 5–6 (Lage)                               | Spandauer Bank                                                                                               | Büro- und Geschäftshaus, 1930 von Richard Ermisch und Adolf Steil, Innenräume von Bielenberg & Moser | |
| 09085668 | Markt 2–3 (Lage)                                                                      | Kellergewölbe des ehem. Ratskellers Spandau                                                                  | 1704–1705 | |
| 09085669 | Markt 5 Breite Straße 55 (Lage)                                                       | Warenhaus | 1953–1954 von Erich Jahnke und Gisela Kamman-Jahnke | |
| 09085670 | Markt 6–8 Breite Straße 52–53 (Lage)                                                  | Warenhaus Woolworth                                                                                          | 1953–1954 von der Bauabteilung der Firma Woolworth | |
| 09085671 | Marktstraße 1 Charlottenstraße 11 (Lage)                                              | Ackerbürgerhaus                                                                                              | letztes Viertel 16. Jh.; Handwerkerhaus, Ende 18. Jh., mit Nebengebäuden | |
| 09085672 | Marktstraße 2 (Lage)                                                                  | Mietshaus | 1911 | |
| 09085673 | Marktstraße 4 (Lage)                                                                  | Wohnhaus | 18. Jh.; Straßenfassade und Hinterhaus 19. Jh. | |
| 09085674 | Marktstraße 7 (Lage)                                                                  | Wohnhaus | 1. Hälfte 18. Jh. | |
| 09085675 | Marktstraße 11 (Lage)                                                                 | Wohnhaus | 18. Jh. | |
| 09085678 | Mauerstraße 6 Breite Straße (Lage)                                                    | Gleichrichterwerk Spandau                                                                                    | 1930 von Hans Heinrich Müller | |
| 09085680 | Mittelstraße 14–15 Hügelschanze 27 (Lage)                                             | Schule der Oranienburger Vorstadt                                                                            | 1861–1862 | |
| 09085681 | Möllentordamm 1 (Lage)                                                                | Neue Thorschreiberey                                                                                         | Wohnhaus, 1693–1694 | |
| 09085681 | Möllentordamm 1 (Lage)                                                                | Neue Thorschreiberey                                                                                         | Seitenflügel, um 1850, Quergebäude, 1895 | |
| 09085684 | Möllentordamm 4–4A (Lage)                                                             | Mietshaus Bestandteil des Ensembles: Möllentordamm                                                           | um 1885 | |
| 09085685 | Möllentordamm 7 (Lage)                                                                | Wohnhaus | um 1860 | |
| 09085685 | Möllentordamm 7 (Lage)                                                                | Wohnhaus | Fachwerkanbau, um 1885 | |
| 09085686 | Möllentordamm 9 (Lage)                                                                | Mietshaus | 1897 | |
| 09085686 | Möllentordamm 9 (Lage)                                                                | Mietshaus | Seitenhaus und Stallgebäude | |
| 09085687 | Möllentordamm 10 (Lage)                                                               | Mietshaus | um 1880 | |
| 09085687 | Möllentordamm 10 (Lage)                                                               | Mietshaus | Treppenhaus um 1900 | |
| 09085687 | Möllentordamm 10 (Lage)                                                               | Mietshaus | Seitenflügel, 1903–1904 | |
| 09085688 | Moritzstraße 2 (Lage)                                                                 | Kurbad Spandau                                                                                               | Wohn- und Geschäftshaus, 1913 von Ernst Ziesel | |
| 09085631 | Moritzstraße 3 (Lage)                                                                 | Mietshaus | 1899–1900 | |
| 09085689 | Moritzstraße 17 Viktoriaufer 18–19 (Lage)                                             | Gottfried-Kinkel-Schule & ehem. Bürgerschule                                                                 | 1885 von Friedrich Paul | |
| 09085689 | Moritzstraße 17 Viktoriaufer 18–19 (Lage)                                             | Gottfried-Kinkel-Schule & ehem. Bürgerschule                                                                 | Erweiterung, 1936 | |
| 09085689 | Moritzstraße 17 Viktoriaufer 18–19 (Lage)                                             | Gottfried-Kinkel-Schule & ehem. Bürgerschule                                                                 | Hofgebäude | |
| 09080571 | Münsingerstraße 2 Galenstraße 32/36 Hohenzollernring 7–10 Martin-Albertz-Weg 2 (Lage) | Lily-Braun-Schule                                                                                            | 1914–1916 | |
| 09080572 | Münsingerstraße 8 Moritzstraße 11 (Lage)                                              | Mietshaus | 1926 von B. Bohne | |
| 09085691 | Neue Bergstraße 13 (Lage)                                                             | Mietshaus | um 1870 | |
| 09085691 | Neue Bergstraße 13 (Lage)                                                             | Mietshaus | Remisen- und Stallgebäude | |
| 09085720 | Plantage 8 (Lage)                                                                     | Mietshaus Bestandteil des Ensembles: Plantage                                                                | 1860er Jahre | |
| 09085720 | Plantage 8 (Lage)                                                                     | Mietshaus Bestandteil des Ensembles: Plantage                                                                | Hinterhaus | |
| 09085721 | Plantage 9 (Lage)                                                                     | Mietshaus Bestandteil des Ensembles: Plantage                                                                | wohl 1880er Jahre | |
| 09085722 | Plantage 9A (Lage)                                                                    | Wohnhaus Bestandteil des Ensembles: Plantage                                                                 | nach 1850 | |
| 09085723 | Plantage 10–11 (Lage)                                                                 | Mietshaus Bestandteil des Ensembles: Plantage                                                                | 1900, erweitert 1907 | |
| 09085723 | Plantage 10–11 (Lage)                                                                 | Mietshaus Bestandteil des Ensembles: Plantage                                                                | Remise | |
| 09085725 | Plantage 13 (Lage)                                                                    | Mietshaus Bestandteil des Ensembles: Plantage                                                                | 1860er Jahre | |
| 09085725 | Plantage 13 (Lage)                                                                    | Mietshaus Bestandteil des Ensembles: Plantage                                                                | Seitenflügel, vor 1898 | |
| 09085726 | Plantage 14 (Lage)                                                                    | straßenseitiges Wohnhaus Bestandteil des Ensembles: Plantage                                                 | vor 1859 | |
| 09085728 | Plantage 15 (Lage)                                                                    | Mietshaus Bestandteil des Ensembles: Plantage                                                                | Mietshaus mit Seitenflügel, um 1870 | |
| 09085728 | Plantage 15 (Lage)                                                                    | Mietshaus Bestandteil des Ensembles: Plantage                                                                | Seitengebäude und Fabrikhalle, um 1907, 1917 | |
| 09085729 | Plantage 16 (Lage)                                                                    | Mietshaus Bestandteil des Ensembles: Plantage                                                                | um 1890, Anbau Veranden 1933 | |
| 09085729 | Plantage 16 (Lage)                                                                    | Mietshaus Bestandteil des Ensembles: Plantage                                                                | Stallgebäude | |
| 09085740 | Reformationsplatz 2 (Lage)                                                            | Heim-Haus Bestandteil des Ensembles: Reformationsplatz                                                       | Bürgerschule, 1819 | |
| 09085741 | Reformationsplatz 5 Kirchgasse 3 (Lage)                                               | ehem. Ernst-Ludwig-Heim-Grundschule Bestandteil des Ensembles: Reformationsplatz                             | 1875, Umbau 1899–1900 | |
| 09085742 | Reformationsplatz 6 (Lage)                                                            | Diakonatshaus Bestandteil des Ensembles: Reformationsplatz                                                   | um 1875 | |
| 09085744 | Reformationsplatz 8 (Lage)                                                            | Wohn- und Gemeindehaus Bestandteil des Ensembles: Reformationsplatz                                          | 1900 | |
| 09085747 | Reformationsplatz 12 (Lage)                                                           | Wohnhaus Bestandteil des Ensembles: Reformationsplatz                                                        | frühes 18. Jh. | |
| 09085748 | Reformationsplatz (Lage)                                                              | Ev. St. Nikolai-Kirche Bestandteil des Ensembles: Reformationsplatz                                          | um 1370; Turmobergeschoss, 1740–1744 | |
| 09085750 | Reformationsplatz (Lage)                                                              | Denkmal für die Gefallenen von 1813–1815 Bestandteil des Ensembles: Reformationsplatz                        | 1816 von Karl Friedrich Schinkel weitere Informationen: Denkmäler in Spandau | |
| 09085751 | Reformationsplatz (Lage)                                                              | Denkmal des Kurfürsten Joachim II. Bestandteil des Ensembles: Reformationsplatz                              | von Erdmann Encke, 1889 enthüllt weitere Informationen: Denkmäler in Spandau | |
| 09085756 | Ritterstraße 1A (Lage)                                                                | Wohnhaus | 2. Hälfte 18. Jh. | |
| 09085757 | Ritterstraße 4 (Lage)                                                                 | Wohnhaus | um 1860 | |
| 09085757 | Ritterstraße 4 (Lage)                                                                 | Wohnhaus | Fachwerk-Anbau | |
| 09085758 | Ritterstraße 12 (Lage)                                                                | Mietshaus | 1876 | |
| 09085758 | Ritterstraße 12 (Lage)                                                                | Mietshaus | Anbau und Saal (zeitweise Synagoge) | |
| 09085759 | Ritterstraße 14 (Lage)                                                                | Wohnhaus | 2. Hälfte 18. Jh. | |
| 09085768 | Ruhlebener Straße 205 (Lage)                                                          | Reduit der Burgwall-Schanze                                                                                  | Die Burgwallschanze wurde 1855 bis 1862 zum Schutz der Rüstungsindustrie auf dem Stresow erbaut und 1903 wieder entfestigt. Das Reduit ist heute noch erhalten geblieben. In den 1920er Jahren erfolgte ein Umbau zur Fritz-Haak-Kaffee-Großrösterei. Heute wird in dem Gebäude eine private Kultureinrichtung betrieben. | |
| 09085768 | Ruhlebener Straße 205 (Lage)                                                          | Reduit der Burgwall-Schanze                                                                                  | Anbau | |
| 09085792 | Schürstraße 14 (Lage)                                                                 | Mietshaus | 1890er Jahre | |
| 09085793 | Schürstraße 15 (Lage)                                                                 | Mietshaus | 1890er Jahre | |
| 09085793 | Schürstraße 15 (Lage)                                                                 | Mietshaus | Remise | |
| 09085800 | Seegefelder Straße 83 (Lage)                                                          | Wohnhaus mit Stallgebäude                                                                                    | 1890–1891 | |
| 09085800 | Seegefelder Straße 83 (Lage)                                                          | Wohnhaus mit Stallgebäude                                                                                    | Stallgebäude | |
| 09085808 | Staakener Straße 13 (Lage)                                                            | Wohnhaus | 1867 | |
| 09085809 | Staakener Straße 21 (Lage)                                                            | Wohnhaus | um 1880 | |
| 09085809 | Staakener Straße 21 (Lage)                                                            | Wohnhaus | Mietshaus | |
| 09085810 | Staakener Straße 22–23 Nauener Straße 6 (Lage)                                        | Wasserturm des ehem. Schlachthofes Spandau                                                                   | 1889 von Friedrich Paul | |
| 09085811 | Staakener Straße 28–29 (Lage)                                                         | Direktionsgebäude mit Einfriedung                                                                            | um 1910 | |
| 09085812 | Stabholzgarten Am Wall (Lage)                                                         | Batardeau | 1841–1847 | |
| 09085813 | Stabholzgarten (Lage)                                                                 | Denkmal des Garde-Grenadier-Regiments Nr. 5                                                                  | 1918 von August Schreitmüller, 1922 enthüllt weitere Informationen: Denkmäler in Spandau | |
| 09085820 | Tiefwerderweg 13 (Lage)                                                               | Pförtnerhaus mit Waage                                                                                       | Pförtnerhaus mit Einfriedung, 1957–1959 | |
| 09085820 | Tiefwerderweg 13 (Lage)                                                               | Pförtnerhaus mit Waage                                                                                       | Waage | |
| 09085827 | Viktoriaufer Jüdenstraße (Lage)                                                       | Alte Stadtmauer                                                                                              | 1. Hälfte 14. Jh. | |
| 09085636 | Viktoriaufer 4 (Lage)                                                                 | Wohnhaus Bestandteil des Ensembles: Jüdenstraße                                                              | Wohnhaus (Jüdenstraße), 1. Hälfte bis Mitte 19. Jh. | |
| 09085636 | Viktoriaufer 4 (Lage)                                                                 | Wohnhaus Bestandteil des Ensembles: Jüdenstraße                                                              | Seitenflügel, um 1890 | |
| 09085828 | Viktoriaufer 17 Moritzstraße 7 (Lage)                                                 | Wohnhaus & Mietshaus                                                                                         | Wohnhaus, 1. Hälfte 19. Jh. und Ende 19. Jh. | |
| 09085828 | Viktoriaufer 17 Moritzstraße 7 (Lage)                                                 | Wohnhaus & Mietshaus                                                                                         | Miethaus | |
| 09085832 | Wasserstraße 4 (Lage)                                                                 | Mietshaus | um 1860 | |

## Gartendenkmale
| Nr.      | Lage                     | Offizielle Bezeichnung                                  | Beschreibung                | Bild |
| -------- | ------------------------ | ------------------------------------------------------- | --------------------------- | ---- |
| 09046209 | Reformationsplatz (Lage) | Stadtplatz Bestandteil des Ensembles: Reformationsplatz | ab 1739, mehrmals verändert |      |
| 09046209 | Reformationsplatz (Lage) | Stadtplatz Bestandteil des Ensembles: Reformationsplatz | Gasleuchten                 |      |

## Bodendenkmale
| Nr.      | Lage | Offizielle Bezeichnung                                            | Beschreibung | Bild |
| -------- | --- | ----------------------------------------------------------------- | --- | ---- |
| 09080638 | Behnitz 8 (Lage) | Feldsteinbrunnen                                                  | 14. Jh. Kolk |      |
| 09080629 | Breite Straße 12 (Lage) | Feldsteinbrunnen                                                  | 14. Jh. |      |
| 09080630 | Breite Straße 21 (Lage) | Feldsteinbrunnen                                                  | 14. Jh. |      |
| 09080631 | Breite Straße 29 (Lage) | Feldsteinbrunnen                                                  | 14. Jh. |      |
| 09080632 | Breite Straße 35 (Lage) | Feldsteinbrunnen mit Abdeckung und Brunnenkasten aus Eichenbohlen | 14. Jh. |      |
| 09080634 | Carl-Schurz-Straße 59 Jüdenstraße 54 (Lage)                                                                                           | Friedhof der ehemaligen „Reformierten Kirche“ / Johanniskirche    | 1670–1903. Um 1670 errichtete die kurz zuvor gegründete reformierte Gemeinde Spandau eine Kirche zwischen der damaligen Klosterstraße (heute Carl-Schurz-Straße) und dem nördlichen Ende der Jüdenstraße, wo sich heute die Freiherr-vom-Stein-Oberschule befindet. Zunächst als einfaches Fachwerkhaus, um 1750 mit massivem Mauerwerk erneuert. 1902/03 wurde die Kirche wegen der Erweiterung des benachbarten Gymnasiums abgerissen. Anfänglich nutzte die Gemeinde den Vorhof der Kirche als Begräbnisplatz, 1715 erwarb man zur Erweiterung ein schmales Grundstück Richtung Jüdenstraße. Dieser Begräbnisplatz war bis 1814 in Gebrauch. Nach dem Abriss der Kirche wurde der Kirchhof in das Gelände des Schulhofes mit einbezogen.Carl-Schurz-Straße 57? |      |
| 09080636 | Marktstraße 1 (Lage) | Reste von Feldsteinfundamenten                                    | 15. Jh.; Kellergewölbe (Ziegel), 17. Jh. |      |
| 09080637 | Reformationsplatz 2–4 (Lage) | Reste des Dominikanerklosters und Bestattungen                    | 13. Jh. |      |
| 09080389 | Spandauer Burgwall 1–50 Flurstücke 38, 39, 135, 136, 139, 140, 351, 1016, 1017, Teilbereich des Flurstücks 19, Krowelstraße 54 (Lage) | Burg und Burgstadt                                                | 8.– 12. Jh., Burgstadt, Vorstadt, Handwerkersiedlung und östliches Suburbium, 9.– 12. Jh.; westliches Suburbium und Friedhof, 10.– 12. Jh. |      |
| 09080635 | Viktoriaufer (südlich von Nr. 23) Jüdenstraße (Lage)                                                                                  | Friedhof und Fundamentreste der ehemaligen Moritzkirche           | 15.– 17. Jh. Dort wo sich heute die Wohnanlage Moritzkaserne (→ Nr. 09085642) befindet, stand einst seit etwa Anfang des 15. Jahrhunderts die Moritzkirche. Sie wurde um 1837 in den an der Jüdenstraße bestehenden Kasernenkomplex einbezogen und 1920 zugunsten von Wohnbauten abgerissen. Der Kirchhof der Moritzkirche erstreckte sich westlich und südlich zwischen Stadtmauer und Jüdenstraße. Regelmäßige Bestattungen fanden hier aber erst nach 1612 statt, als der Kirchhof der St.-Nikolai-Kirche wegen zahlreicher Pesttoter nicht mehr ausreichte. Während des 18. Jahrhunderts wurde der Kirchhof mehrfach durch den Bau der Moritzkaserne und eines Lazaretts verkleinert, bis er 1836/37 dann größtenteils in ein Kasernenhof umgewandelt wurde. Nach dem Abriss der Moritzkaserne, 1963, wurde die Fläche zwischen Jüdenstraße und Stadtmauer als Parkplatz genutzt. Im Rahmen der Sanierung der Spandauer Altstadt gestaltete man die Freifläche 1983–1984 in ein Stadtplatz mit Spielmöglichkeiten um. Ein Baumraster aus Kastanien markiert heute den Umriss der ehemaligen Moritzkaserne. |      |

## Ehemalige Denkmale
| Nr.       | Lage                                                       | Offizielle Bezeichnung                                         | Beschreibung | Bild       |
| --------- | ---------------------------------------------------------- | -------------------------------------------------------------- | --- | ---------- |
| 09080633  | Carl-Schurz-Straße 49 und Gehweg vor dem Grundstück (Lage) | Kellergewölbe und Zugang                                       | 15. Jh. |            |
| unbekannt | Möllentordamm, Schleuse Spandau (Lage)                     | Kammerschleuse mit Freiarche und Schleusenhaus                 | Erbaut 1908–1910. 1993 musste die alte Schleuse wegen Baufälligkeit gesperrt werden. 1998 wurde der Grundstein für eine neue Schleuse gesetzt                       | [ bild 4 ] |
| 09085211  | Freiheit 42 (Lage)                                         | Unterkunftsbaracke des ehemaligen Auswandererbahnhofs Ruhleben | 1912 Die verbliebene Unterkunftsbaracke des ehemaligen Auswandererbahnhofs an der Freiheit 42 wurde nach Aufhebung des Denkmalschutzes 2012 vollständig abgerissen. |            |
| 09085749  | Reformationsplatz (Lage)                                   | Denkmal des Freiherrn vom und zum Stein                        | 1901 an der Siegesallee (Tiergarten) enthüllt, seit 1975 an seinem heutigen Platz, 2022 aberkannt weitere Informationen: Denkmäler in Spandau                       |            |